# جومپی سایتو
جومپی سایتو (انگلیسی: Jumpei Saito؛ زادهٔ ۲۷ دسامبر ۱۹۹۲) بازیکن فوتبال اهل ژاپن است.